# Mas Gatielles
El Mas Gatielles és una masia de Serinyà (Pla de l'Estany) inclosa a l'Inventari del Patrimoni Arquitectònic de Catalunya.

## Descripció
Gran masia de planta rectangular amb teulada a dues aigües amb el carenat perpendicular a la façana principal. Es compon de tres plantes separades entre elles per una motllura, i golfes. A la façana principal, de composició simètrica i orientada al sud, s'observa que a la planta baixa hi ha tres arcs escarsers, distribuïts de forma simètrica. La porta d'entrada, que dona accés a un espaiós vestíbul, és de llinda arquejada amb brancals bisellats, i té una inscripció amb la data 1887 i les inicials FC. La primera i la segona planta, simètriques, es distribueixen al llarg de vuit arcs, lleugerament rebaixats, sostinguts per pilars d'obra de secció quadrada. Les baranes tenen detalls ornamentals a base de formes corbes i espirals. En una de les finestres de la cara de tramuntana hi ha gravada la data 1778. A la vora de la masia, cap al nord, es troba la font de les Gatioses, una de les nombroses fonts que ragen a la contrada, que té una mina d'aigua, d'obra de rajola.

## Història
El topònim Gatielles se cita per primera vegada en un document del 1181. En un document posterior datat el 1197, apareix la signatura d'un individu anomenat G. de Gatielles. La masia actual no conserva cap vestigi visible d'aquesta època, i l'aparença actual correspon, com indiquen els seus elements arquitectònics, als segles XVII i XIX. A la façana sud es conserva un plafó commemoratiu amb la legenda "CASA N. 1 DEL DISTRITO DEL VALL DE BAYÓ RENOVADA POR FRANCISCO CLAPAROLS EN EL AÑO 1888".